# Campionati mondiali di biathlon 1971
I Campionati mondiali di biathlon 1971 si svolsero a Hämeenlinna, in Finlandia, e contemplarono esclusivamente gare maschili. 

## Risultati

### 20 km
| Posizione | Atleta             | Nazione          | Tempo |
| --------- | ------------------ | ---------------- | ----- |
| 1         | Dieter Speer       | Germania Est     | -     |
| 2         | Aleksandr Tichonov | Unione Sovietica | -     |
| 3         | Magnar Solberg     | Norvegia         | -     |
| 4         | Daniel Claudon     | Francia          | -     |
| 5         | Rinat Safin        | Unione Sovietica | -     |
| 6         | Viktor Mamatov     | Unione Sovietica | -     |
| 7         | Vilmoș Gheorghe    | Romania          | -     |
| 8         | Mauri Ropponen     | Finlandia        | -     |
| 9         | Aleksandr Ušakov   | Unione Sovietica | -     |
| 10        | Heikki Ikola       | Finlandia        | -     |

### Staffetta 4x7,5 km
| Posizione | Nazione          | Atleti                                                        | Tempo |
| --------- | ---------------- | ------------------------------------------------------------- | ----- |
| 1         | Unione Sovietica | Aleksandr Tichonov Viktor Mamatov Rinat Safin Nikolaj Mušitov | -     |
| 2         | Norvegia         | Tor Svendsberget Ragnar Tveiten Magnar Solberg Ivar Norkild   | -     |
| 3         | Polonia          | Józef Różak Andrzej Rapacz Alexandr Klima Józef Stopka        | -     |

## Medagliere per nazioni
| Posizione | Nazione          | Oro | Argento | Bronzo | Totale |
| --------- | ---------------- | --- | ------- | ------ | ------ |
| 1         | Unione Sovietica | 1   | 1       | 0      | 2      |
| 2         | Germania Est     | 1   | 0       | 0      | 1      |
| 3         | Norvegia         | 0   | 1       | 1      | 2      |
| 4         | Polonia          | 0   | 0       | 1      | 1      |